# Austrojet
Die Austrojet Marketing GmbH war eine österreichische virtuelle Fluggesellschaft mit Sitz in Wien, welche Flüge unter dem Namen Austrojet vermarktete. Inhaber des Air Operator Certificate war die BFS Business Flight Salzburg Bedarfsflug GesmbH, welche 2010 Insolvenz anmelden musste.

## Geschichte
Die Gesellschaft wurde 2008 vom Salzburger Privatpiloten und Flugschulbetreiber Gerhard Wimmer gegründet. Die Aufnahme des Flugbetriebs sollte dazu dienen, eine Wirtschaftsachse zwischen Westösterreich und dem Raum Bosnien aufzubauen. Im Winter 2008/2009 wurden alle Linienverbindungen ausgesetzt und Austrojet flog zuletzt nur noch Charterleistungen. Laut offizieller Homepage wurde die Fluggesellschaft zwischenzeitlich an die AJ Beteiligungs GmbH verkauft, derzeit sind keine Flugzeuge auf sie zugelassen. Im Zuge der Insolvenz der BFS Business Flight Salzburg Bedarfsflug GesmbH, welche auch eine Flugschule betrieben hat, wurde dieser der Schulbetrieb durch Austro Control untersagt und die Firma in JAR Schulungs GmbH mit Sitz in Wien umfirmiert.

## Flugziele
Ab April 2008 wurde dreimal wöchentlich die Strecke Salzburg – Banja Luka bedient, ab dem 16. Juli bestand die Möglichkeit des Weiterfluges nach Tivat in Montenegro. Die einzige Verbindung nach Deutschland bestand ab dem 6. August 2008 nach Stuttgart.

## Flotte
Derzeit sind keine Flugzeuge auf Austrojet registriert, zuletzt bestand die Flotte aus vier Flugzeugen:
- eine De Havilland DHC-8-100
- eine Cessna Citation 550 Bravo
- eine Cessna Citation 550
- eine Cessna Citation 501